# Walther Pfeilsticker
Walther Pfeilsticker (* 18. Juli 1880 in Balingen; † 7. April 1969 in Karlsruhe) war ein deutscher Frauenarzt und Genealoge.

## Herkunft
Pfeilsticker war der Sohn des promovierten Medizinalrats Wilhelm Pfeilsticker (1854–1922) und der Elise Pfeilsticker geb. Gutermann (1854–1921). Er hatte zwei Geschwister und war evangelisch, trat aber 1907 aus der Kirche aus.

## Leben
Pfeilsticker legte sein Abitur 1899 am Realgymnasium Schwäbisch-Gmünd ab und machte am Karlsgymnasium Stuttgart eine Ergänzungsprüfung in Latein und Griechisch. Pfeilsticker studierte sodann von 1899 bis 1904 Medizin an der Universität Tübingen und in Berlin. Er war in Tübingen Mitglied der Studentenverbindung AV Igel. Nach der ärztlichen Prüfung und der Approbation als Arzt mit dem akademischen Grad Dr. med. der Universität Tübingen war er von 1904 bis 1905 einjährig-freiwilliger Marinearzt in Wilhelmshaven, verbunden mit Auslandsreisen. Dabei arbeitete er als Schiffsarzt in Westafrika und auf den Azoren. Im Jahre 1905 wurde er zweiter Assistenzarzt der Landeshebammenschule in Stuttgart. Seine ärztliche Staatsprüfung, die Physikatsprüfung, erfolgte 1907. Im Jahre 1908 ließ er sich als selbstständiger Frauenfacharzt in Stuttgart nieder. Seine Praxis lag in der Paulinenstraße 26. Im Ersten Weltkrieg war er von 1914 bis 1918 Stabsarzt und Sanitäts-Kompanieführer. Als Auszeichnungen erhielt er die Karl-Olga-Medaille in Silber, das Eiserne Kreuz I. Klasse sowie das Ritterkreuz I. Klasse des Friedrichsordens mit Schwertern. Im Jahre 1924 eröffnete er eine Privatfrauenklinik in Stuttgart.
Den Zweiten Weltkrieg machte er als Oberstabsarzt mit. Er erhielt das Kriegsverdienstkreuz II. Klasse mit Schwertern. Durch einen Luftangriff auf Stuttgart erlitt seine Privatklinik 1944 die vollständige Zerstörung. Der Versuch, die Privatklinik in Stuttgart ab 1949 wieder aufzubauen, endete 1951 mit dem Konkurs, so dass er zum Unterstützungsempfänger wurde.
Pfeilstickers besondere Leidenschaft galt der Genealogie. Auf seine Initiative hin entstand 1920 der Verein für Württembergische Familienkunde (später: Verein für Familien- und Wappenkunde in Württemberg und Baden). Der Verein für Familien- und Wappenkunde in Württemberg und Baden machte ihn 1950 zum Ehrenmitglied. Pfeilsticker verfasste zahlreiche genealogische Schriften. Sein Lebenswerk bildete das Neue württembergische Dienerbuch, das ab 1957 erschien. Pfeilsticker war seit 1954 korrespondierendes Mitglied der Kommission für geschichtliche Landeskunde in Baden-Württemberg.

## Privates
Ab 1908 war Pfeilsticker mit Gertrud Stockmayer verheiratet, von der er sich Ende 1924 scheiden ließ. Aus dieser Ehe entstammten drei Töchter. Eine zweite Ehe ging Pfeilsticker 1925 mit Hildegard geborene Goetz (1897–1954) ein. Sie war eine geschiedene Gebhardt. Diese Ehe blieb kinderlos.

## Ehrungen
- Karl-Olga-Medaille in Silber im Ersten Weltkrieg
- Eisernes Kreuz I. Klasse im Ersten Weltkrieg
- Ritterkreuz I. Klasse des Friedrichs-Ordens mit Schwertern
- Kriegsverdienstkreuz II. Klasse mit Schwertern im Zweiten Weltkrieg
- 1950 Ehrenmitglied des Vereins für Familien- und Wappenkunde in Württemberg und Baden

## Veröffentlichungen (Auswahl)
- Über einen Fall von Osteomalacia carcinomatosa infolge von Mammacarcinom. F. Mitzlaff, Rudolstadt 1904 (Tübingen, Med. Diss., 24. Okt. 1904).
- Grundlagen der genealogischen Quellenkunde Württembergs: zwei Vorträge. Müller, Stuttgart 1922 (Schriften des Vereins für Württembergische Familienkunde ; 1)
- Die Pfeilsticker: ein Versuch ihrer Handwerks- und Familiengeschichte. In: Blätter für württembergische Familienkunde, Bd. 1 (1924), Heft 5/6, S. 74–85.
- Johannes Rümelin. In: Sudhoffs Archiv für Geschichte der Medizin, Bd. 22 (1929), S. 174–188.
- Martin von Maskowsky: ein aus Ungarn stammender württembergischer Arzt und Leibmedikus. In: Verhandlungen der Ungarischen Ärztlichen Gesellschaften (1930), Nr. 2.
- Horoskope als genealogische Quelle. In: Blätter für württembergische Familienkunde, Bd. 5 (1932), Heft 5/6, S. 49–56.
- Eine Fahrt ins Blaue. In: Südwestdeutsche Blätter für Familien- und Wappenkunde, Bd. 10 (1949), Heft 2, S. 56–62.
- Die zwei Leibärzte Johann Widmann. In: Sudhoffs Archiv für Geschichte der Medizin und der Naturwissenschaften, Bd. 41 (1957), Heft 3, S. 260–282.
- Bearb.: Neues württembergisches Dienerbuch. Cotta, Stuttgart, 3 Bde., 1957–1974.